# Pat Lowe-Cropper
Patricia Barbara »Pat« Lowe-Cropper, angleška atletinja, * 15. september 1943, Leicester, Anglija, Združeno kraljestvo.
Nastopila je na poletnih olimpijskih igrah v letih 1968 in 1972, leta 1968 je osvojila šesto mesto v teku na 800 m. Na evropskih prvenstvih je osvojila naslov prvakinje v štafeti 4x400 m leta 1969 in srebrno medaljo v teku na 800 m leta 1971. 20. septembra 1969 je z britansko reprezentanco postavila svetovni rekord v štafeti 4 x 400 m. 